# Das Leben (1923–1934)
Das Leben war eine von 1923 bis 1934 in Leipzig herausgegebene illustrierte Zeitschrift, die von der Leipziger Verlagsdruckerei mit Geschäftssitz in der Johannisgasse 8 gedruckt und verlegt wurde. Chefredakteur war anfangs Arthur Ploch.
Das monatlich erschienene Blatt mit einer Erstauflage von 50.000 Exemplaren wandte sich insbesondere an das eher gebildete, kunstinteressierte und begüterte Publikum, wie auch Werbeanzeigen wie beispielsweise für Atlantik-Querungen mit dem Luxuxdampfer Leviathan der in Deutschland seinerzeit durch den Norddeutschen Lloyd vertretenen United States Lines zeigen.
In dem Periodikum publizierten vor allem zur Zeit der Weimarer Republik zahlreiche Künstler bis hin zur Avantgarde der 1920er Jahre zum Teil mit ganzseitigen Kunstdrucken ihrer Werke, darunter die Fotografin Yva,László Moholy-Nagy, die Fotografin Ruth Asch, die mit ihren Aufnahmen beispielsweise den von der Schriftstellerin Doris Wittner verfassten Text Moderne Kunst und Emigration in Paris illustrierte oder die Grafikerin Steffie Schäfer-Nathan.
Abweichend erschien das Blatt auch unter dem Titel Die große Welt. Der die das. Die 1924 bis 1925 Zeitschrift Der die das ging zudem in der „Leben“ auf.

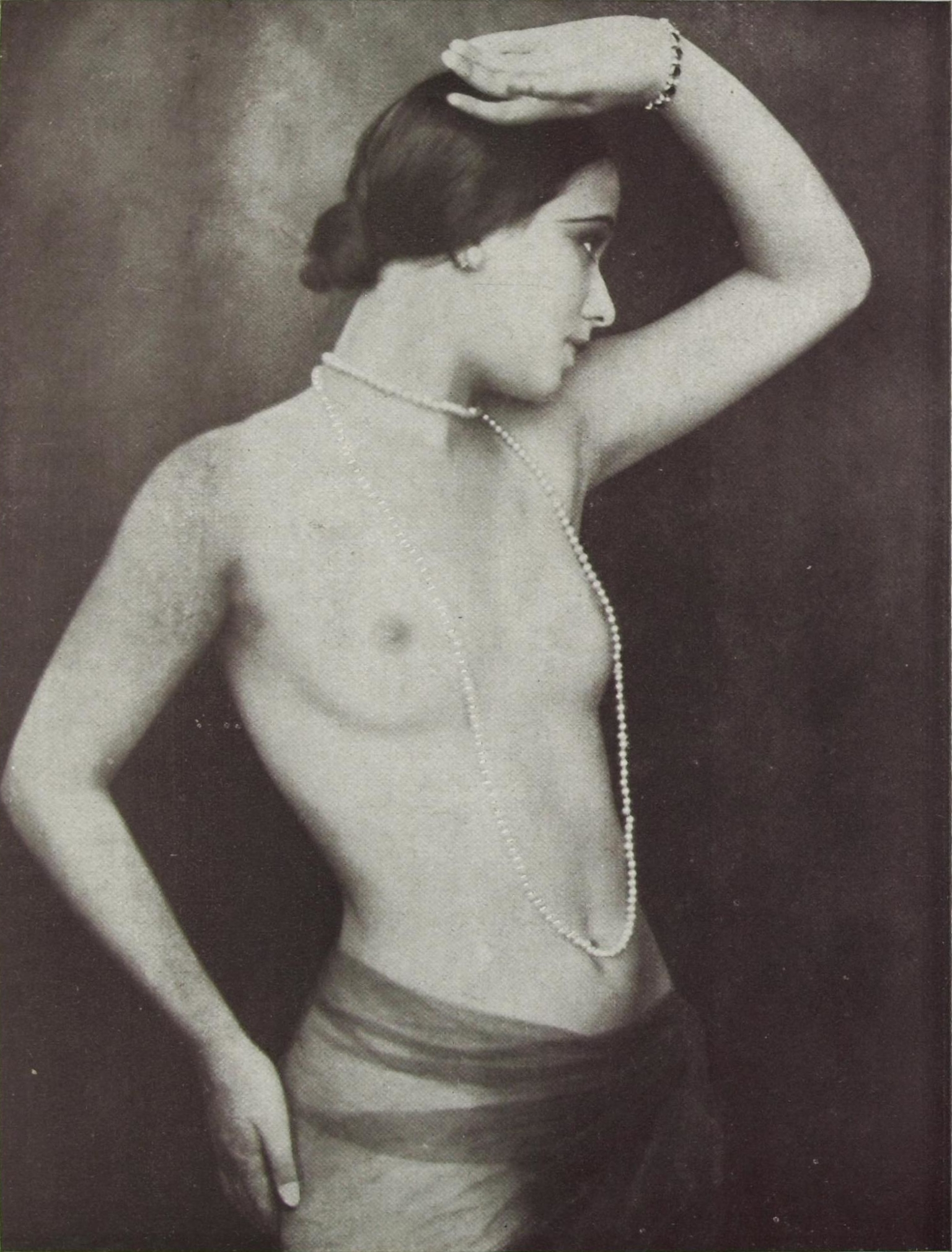
Lea Niako fotografiert von Wilhelm Willinger, um 1927
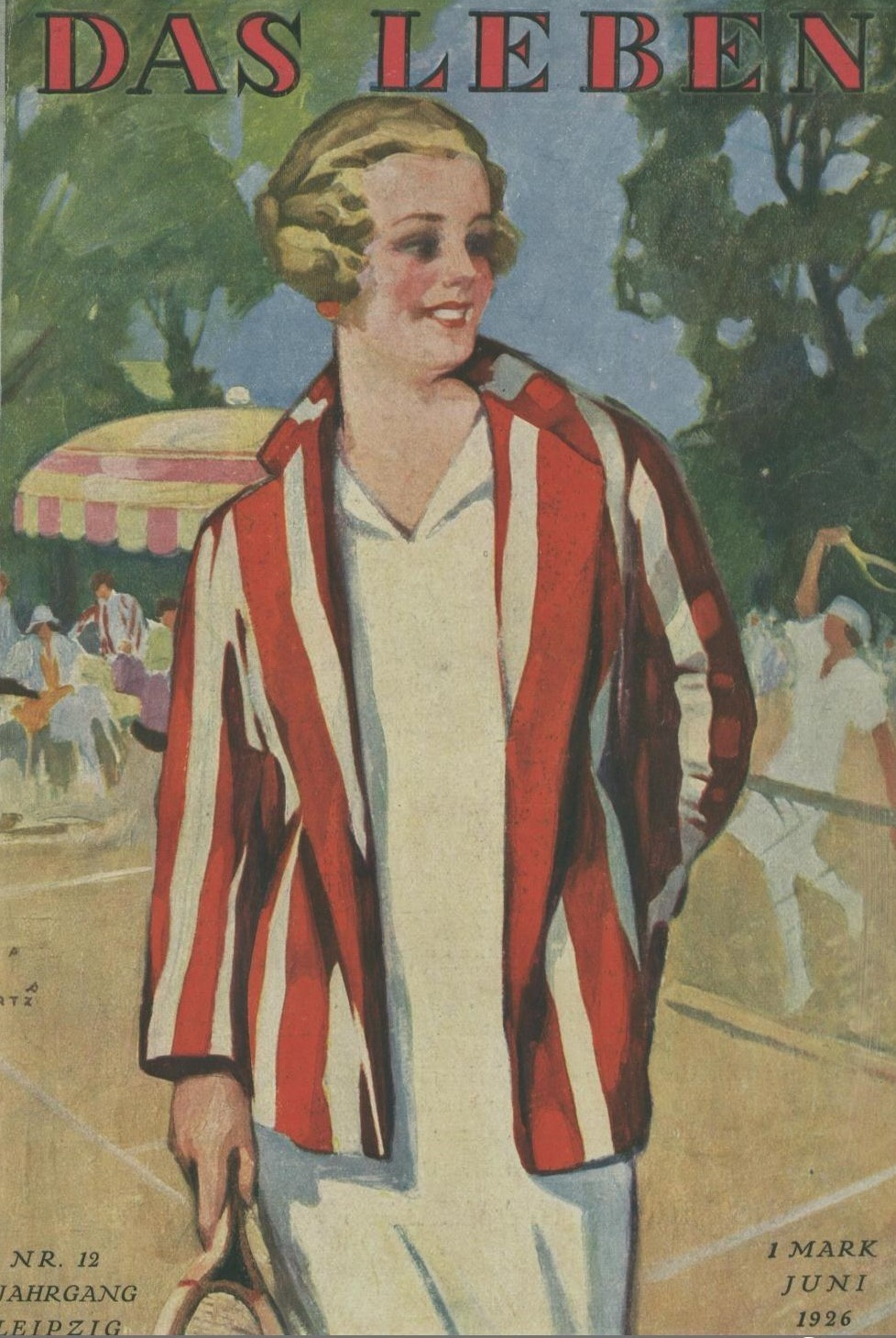
Titelblatt Juni 1926 von Jupp Wiertz
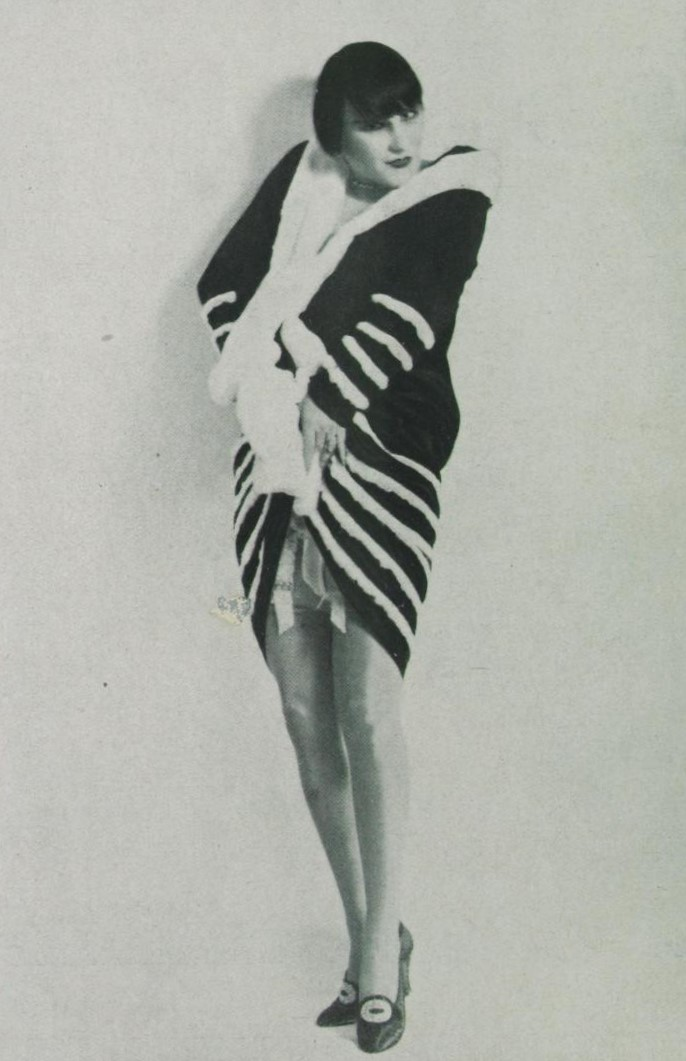
Ivette Darnys, Aufnahme um 1926 von Ruben Sobol
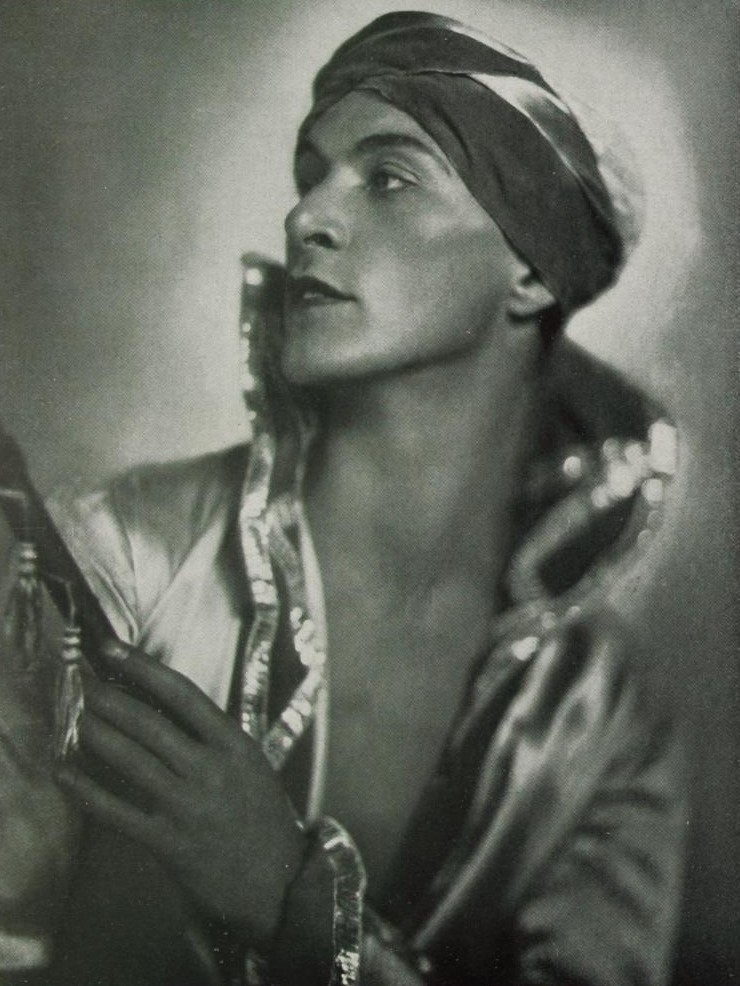
Toni Birkmeyer als Prinz Karneval; Foto: Franz Xaver Setzer, 1927

Nach der Machtergreifung durch die Nationalsozialisten erschien die Zeitschrift letztmals 1934.